# Langerra longicymbium
Langerra longicymbium är en spindelart som beskrevs av Song D., Chai I. 1991. Langerra longicymbium ingår i släktet Langerra och familjen hoppspindlar. Inga underarter finns listade i Catalogue of Life.